# Halt and Catch Fire
Halt and Catch Fire ist eine US-amerikanische Dramaserie des Kabelsenders AMC, die von 2014 bis 2017 ausgestrahlt wurde. Die Serie spielt in den 1980ern und frühen 1990er Jahren und handelt vom Computer-Boom durch die beginnende Verbreitung des Personal Computers und des Internets. Erzählt wird die Geschichte durch die Augen dreier Weggefährten: des Visionärs Joe MacMillan, des Ingenieurs Gordon Clark und der Programmiererin Cameron Howe. 
Der Titel bezieht sich auf den fiktiven Maschinenbefehl Halt and Catch Fire (HCF) eines Computerprozessors, dessen Ausführung die CPU blockieren würde und, in humoristischer Übertreibung, Feuer fangen ließe.

## Handlung
Der frühere IBM-Angestellte Joe MacMillan versucht bei der Firma Cardiff Electric gegen IBM anzukommen und der Vorreiter in Sachen Personal Computer zu werden. Joes Chef John Bosworth, ein Geschäftsmann der alten Schule, hat die letzten 22 Jahre versucht, Cardiff Electric in den regionalen Markt einzubinden. Bosworth ist als Senior VP für die Finanzen der Firma zuständig und vertritt den Gründer Nathan Cardiff in nahezu allen Angelegenheiten. Er und Joe haben sehr verschiedene Vorstellungen von der Zukunft von Cardiff Electric.
Joe möchte bei Cardiff Electric einen Personal Computer bauen, der besser ist als der von IBM. Dafür benötigt er die Hilfe von Gordon Clark, der seinen großen Traum nicht aufgibt, eines Tages ein revolutionäres Produkt auf den Markt zu bringen.
Deshalb kommt es auch immer wieder zu Spannungen in Gordons Ehe mit seiner Frau Donna, die denkt, dass seine Arbeit ihm wichtiger ist als seine Familie. Außerdem wendet sich Joe an die junge Überfliegerin Cameron Howe, die ihre gesamte Zukunft aufs Spiel setzt, um in Joes Firma als Programmiererin einzusteigen. Habgier und Stolz bedrohen private und berufliche Beziehungen, während die drei gemeinsam versuchen, ihren Traum von einem eigenen PC zu verwirklichen und das Leben in der texanischen Silicon Prairie zu meistern.

## Besetzung
Die Synchronisation der Serie wurde bei der SDI Media Germany unter der Dialogregie von Holger Wittekindt erstellt.
| Rolle         | Schauspieler     | Hauptrolle | Synchronsprecher  |
| ------------- | ---------------- | ---------- | ----------------- |
| Joe MacMillan | Lee Pace         | 1.01–4.10  | Sven Gerhardt     |
| Gordon Clark  | Scoot McNairy    | 1.01–4.10  | Christoph Banken  |
| Cameron Howe  | Mackenzie Davis  | 1.01–4.10  | Sarah Riedel      |
| Donna Clark   | Kerry Bishé      | 1.01–4.10  | Katrin Zimmermann |
| John Bosworth | Toby Huss        | 1.01–4.10  | Oliver Siebeck    |
| Sara Wheeler  | Aleksa Palladino | 2.01–2.09  |                   |

| Rolle            | Schauspieler                    | Nebenrolle          | Synchronsprecher  |
| ---------------- | ------------------------------- | ------------------- | ----------------- |
| Jacob Wheeler    | James Cromwell                  | 2.01–2.10           |                   |
| Tom Rendon       | Mark O’Brien                    | 2.01–4.10           | Jeffrey Wipprecht |
| Nathan Cardiff   | Graham Beckel                   | 1.01–2.10           | Axel Lutter       |
| Haley Clark      | Alana Cavanaugh Susanna Skaggs  | 1.01–3.10 4.01–4.10 |                   |
| Haley Clark      | Alana Cavanaugh Susanna Skaggs  | 1.01–3.10 4.01–4.10 |                   |
| Joanie Clark     | Morgan Hinkleman Kathryn Newton | 1.01–3.10 4.01–4.10 |                   |
| Joanie Clark     | Morgan Hinkleman Kathryn Newton | 1.01–3.10 4.01–4.10 | Alice Bauer       |
| Dr. Katie Herman | Anna Chlumsky                   | 4.01–4.10           | Jana Kozewa       |

## Ausstrahlung
Die Ausstrahlung der ersten Staffel fand am 1. Juni 2014 auf dem US-Sender AMC statt. In Deutschland ist die Serie seit März 2015 auf Amazon Instant Video verfügbar.
Die zweite Staffel wurde in den USA ab dem 31. Mai 2015 auf AMC ausgestrahlt. Zeitgleich wurden die neuen Episoden über Amazon Instant Video in Deutschland veröffentlicht.
Im Oktober 2015 verlängerte AMC die Serie um eine dritte Staffel und am 10. Oktober 2016 schließlich um eine vierte und letzte Staffel, deren Ausstrahlung in den USA am 19. August 2017 mit einer Doppelfolge begann und mit einer weiteren am 15. Oktober 2017 endete.